# Car Wheels on a Gravel Road
Albums de Lucinda Williams
Sweet Old World
(1992) Essence (album de Lucinda Williams)
(2001)
Car Wheels on a Gravel Roald  est un album de Lucinda Williams, sorti en 1998.

## L'album
Disque d'or, il obtient le Grammy Awards du meilleur album folk contemporain. 811 000 exemplaires sont vendus aux États-Unis d'après le Billboard de février 2008. Il atteint la 65e place du Billboard 200. The Village Voice l'a élu Album de l'année et en 2003, Rolling Stones le classe à la 304e place des 500 plus grands albums de tous les temps. Il fait partie des 1001 albums qu'il faut avoir écoutés dans sa vie.

### Titres
Tous les titres sont de Lucinda Williams, sauf mentions.
1. Right in Time (4:35)
2. Car Wheels on a Gravel Road (4:44)
3. 2 Kool 2 Be 4-gotten (4:42)
4. Drunken Angel (3:20)
5. Concrete and Barbed Wire (3:08)
6. Lake Charles (5:27)
7. Can’t Let Go (Randy Weeks) (3:28)
8. I Lost It (3:31)
9. Metal Firecracker (3:30)
10. Greenville (3:23)
11. Still I Long For Your Kiss (Williams, Duane Jarvis) (4:09)
12. Joy (4:01)
13. Jackson (3:42)

### Musiciens
- Lucinda Williams :voix, guitare acoustique, dobro
- Gurf Morlix : guitares électriques et acoustiques, voix
- John Ciambotti : basses
- Donald Lindley : batterie, percussions
- Buddy Miller : guitare acoustique et électrique, voix
- Ray Kennedy : guitare électrique
- Greg Leisz : guitare électrique, mandoline
- Roy Bittan : orgue Hammond, accordéon, orgue
- Jim Lauderdale : voix
- Charlie Sexton : guitare électrique, dobro
- Steve Earle : guitare acoustique, harmonica, voix, instrument à résonateur
- Johnny Lee Schell : guitares électriques, dobro
- Bo Ramsey : guitares électriques
- Micheal Smotherman : orgue
- Richard Price : dobro
- Emmylou Harris : voix